# Component Object Model
COM (ang. Component Object Model) – standard definiowania i tworzenia interfejsów programistycznych na poziomie binarnym dla komponentów oprogramowania wprowadzony przez firmę Microsoft wraz z bibliotekami zapewniającymi podstawowe ramy i usługi dla współdziałania komponentów COM i aplikacji. 
Nowe środowisko programistyczne Visual Studio oparte na frameworku .NET umożliwia komunikację ze starszymi aplikacjami z interfejsem typu COM.
Na bazie standardu COM została zdefiniowana znaczna część niskopoziomowego API dla produktów firmy Microsoft m.in. dla DirectX, SQL Server, MS Access, MSHTML, MSXML.

## Zalety COM
Wśród najważniejszych zalet tej technologii wymienić trzeba:
- definiuje pewien standard na poziomie binarnym, w oderwaniu od konkretnego narzędzia projektowego czy języka programowania
- ma przezroczysty charakter – użytkownikowi jest obojętne, gdzie fizycznie znajduje się aktualnie wykorzystywany komponent; jeżeli nawet znajduje się on na odległym komputerze, aplikacja klienta korzysta z niego w taki sam sposób, jak z komponentu lokalnego

## Wady COM
Wśród najważniejszych wad tej technologii należy zwrócić uwagę na:
- zamknięty charakter technologii w związku z przywiązaniem do jednej platformy systemowej a nawet sprzętowej
- brak otwartych standardów

## COM+
COM+ to architektura programowania obiektowego mająca przede wszystkim ułatwić oraz przyspieszyć działanie nowych aplikacji komponentowych, a ponadto - zwiększyć elastyczność i bezpieczeństwo zarządzania i działania aplikacji.

### Cechy COM+
- transakcje
- narzędzia do zapewnienia bezpieczeństwa
- administracja komponentami w systemie
- programowanie serwerów
- komponenty kolejkowane
- obsługa zdarzeń
- płynna regulacja obciążenia
- bazy danych wewnątrz pamięci